# Agriculture aux Tonga

Localisation des Tonga.

L'agriculture de l'archipel des Tonga repose en grande partie sur la culture des ignames, des courges et des plantes racines. 

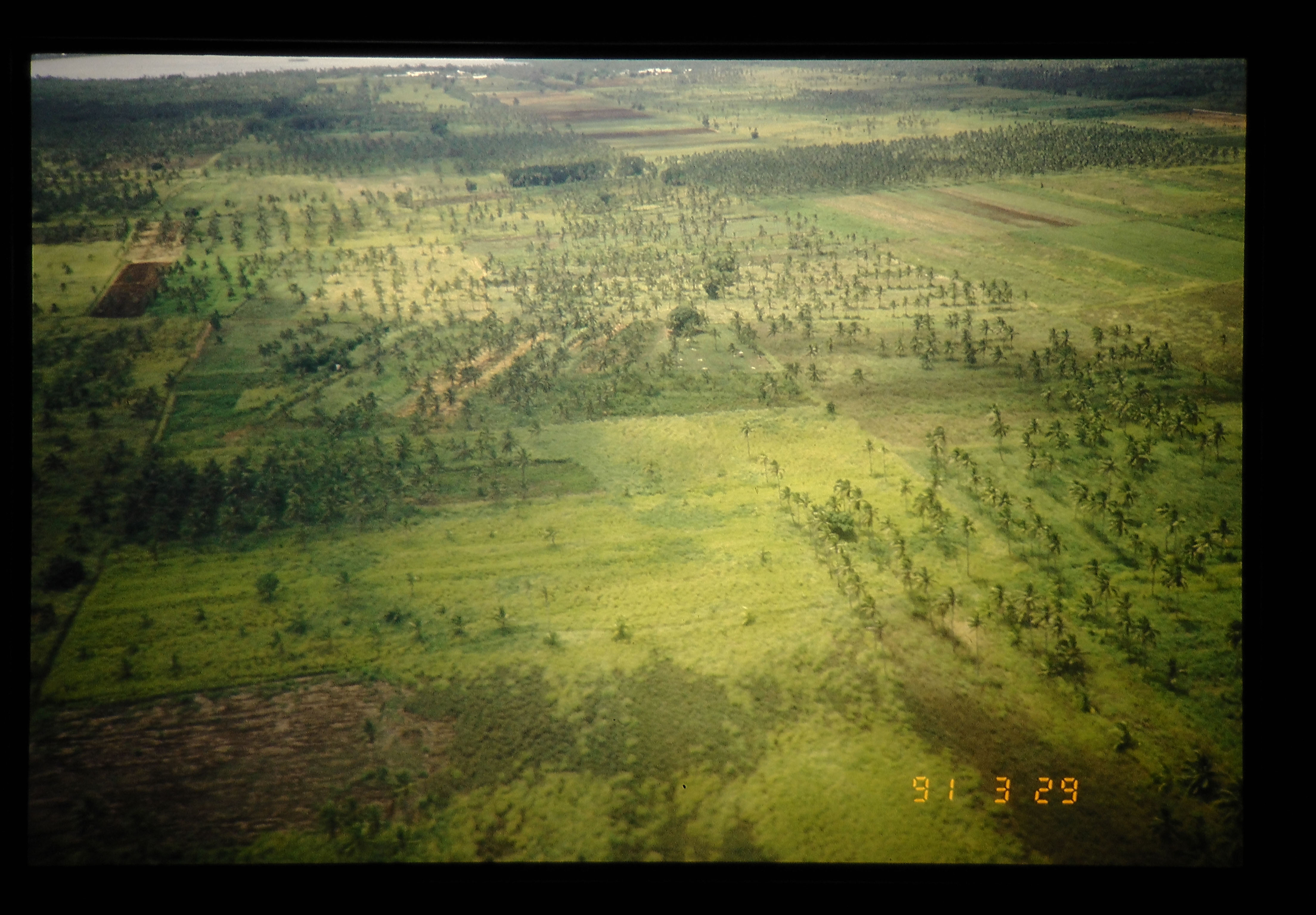
Cultures autour de Nuku'alofa, sur l'île de Tongatapu, en 1991, vues du ciel.

L'agriculture représente de 16 à 29,9 % du PIB des Tonga, 34 % de leur population active et environ 50 % de leurs exportations. Depuis les années 1980, les exportations agricoles des Tonga se sont étendues à la vanille, aux pastèques, au sucre et aux légumineuses,.
Avec l'expansion de sa population, le changement climatique et la concurrence des marchés, les Tonga ont du mal à faire face à la demande concurrentielle,,,,.

## Histoire

### Agriculture traditionnelle

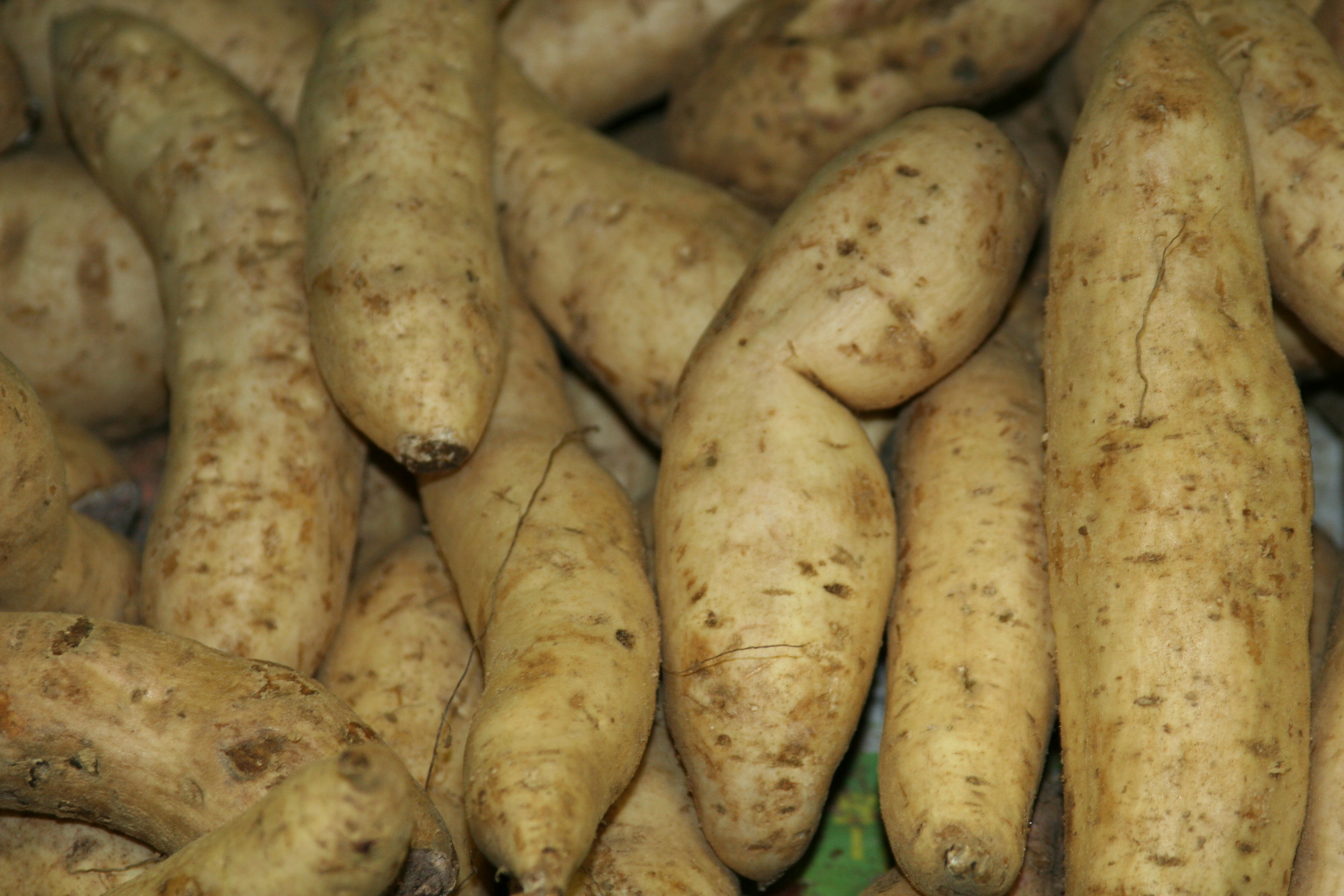
Des ignames Dioscorea alata.

Dans le passé, les Tonga avaient un système d'agriculture de subsistance avec culture itinérante et mise en jachère, qui a finalement évolué pour créer un système fiscal qui permettait aux nobles et à la monarchie d'être payés en ignames. Les ignames étaient considérées comme la « culture la plus noble »,  et étaient cultivées principalement pour les monarques et la noblesse, ainsi que pour la fête annuelle commune de l'Inasi (fête des prémices). Avant l'influence britannique et européenne aux Tonga, il n'y avait pas de marchés : la société tongienne, comme de nombreuses sociétés polynésiennes, est basé sur le don et le contre-don plutôt que les échanges marchands.
Le calendrier tongien était basé sur le cycle lunaire et la rotation des cultures (les mots tongiens pour « année » et « récolte  d'ignames » sont les mêmes : ta'u), ce qui avait pour conséquence une année de treize mois. L'année commençait approximativement le 6 novembre et se terminait quelque part entre fin octobre et début novembre.
Dans le cadre de la rotation des cultures, une parcelle de terre végétalisée est soumise à l'abattage et au brûlage, puis cultivée et plantée, avant d'être laissée en jachère pendant deux à quatre ans. Le cycle commence avec l'igname, l'alocasia et le plantain, que l'on laisse pousser de huit à neuf mois à deux ou trois ans avant de les récolter et de planter les cultures suivantes à leur place. Viennent ensuite les patates douces pendant quatre à six mois, puis le xanthosoma pendant dix à douze mois, qui est finalement remplacé par le manioc, plante rustique, pendant un an.

### Agriculture moderne

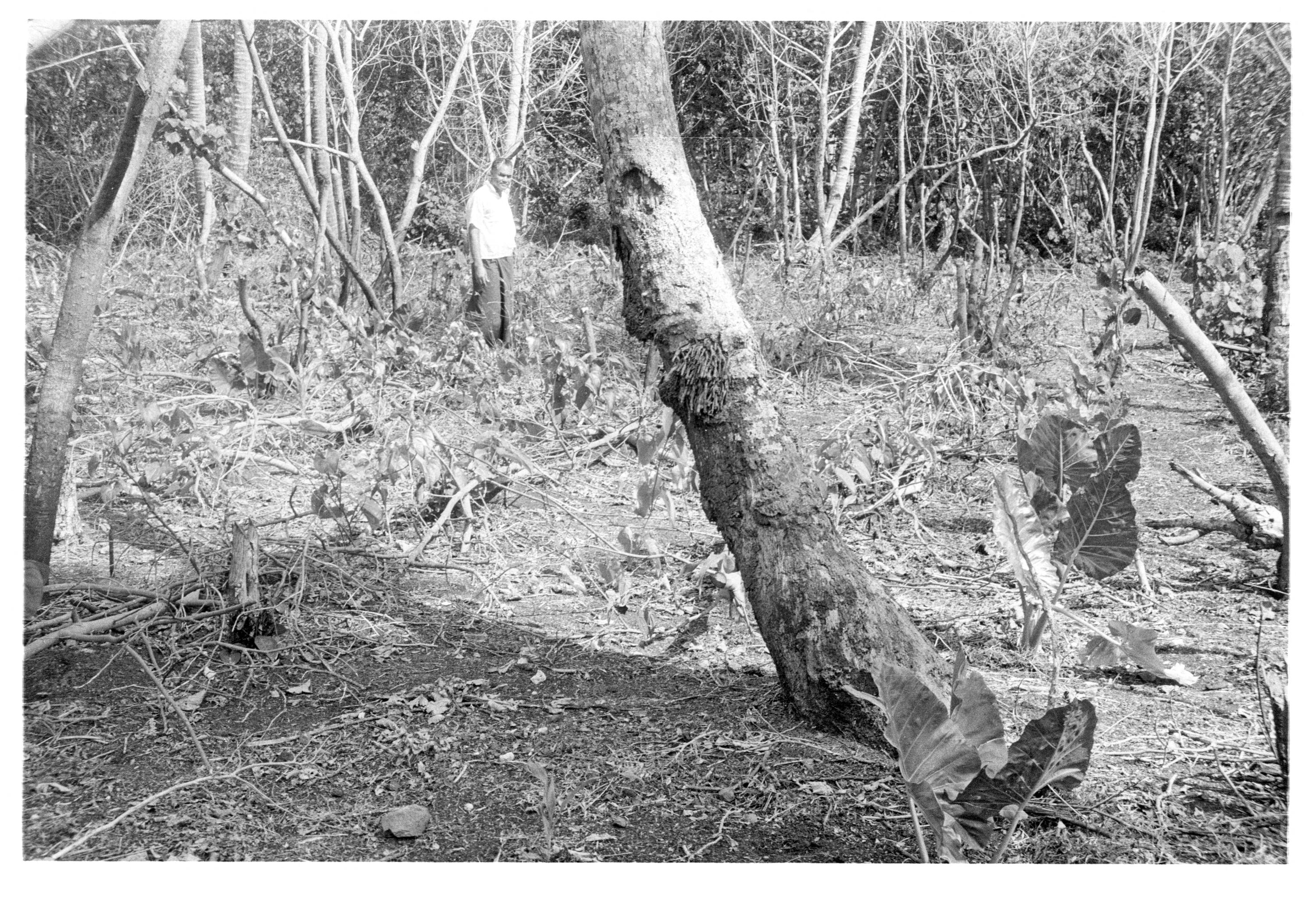
Première ferme agricole de Niuatoputapu à 'Ahofakataha - jardin expérimental d'ignames, en 1969.

Soumise à l'influence européenne, l'agriculture de subsistance a été remplacée par ce que l'on appelle l'agriculture « semi-permanente », ou intensive.
Bien que les Tonga manquent de connexions entre ses îles et de technologies agricoles avancées, elles conservent leur statut d'important producteur de cultures pour les pays d'Asie de l'Est et d'Océanie. En 2019, les Tonga produisent 60 % des importations de pastèques de la Nouvelle-Zélande et produisent des courges pour le Japon et la Corée du Sud depuis le milieu des années 1980, bien que la surproduction de cette culture ait considérablement réduit sa valeur et donc la quantité de courges produites,.